# Emmanuel Pappoe
Emmanuel Addoquaye Pappoe (Acra, Ghana, 3 de marzo de 1981) es un exfutbolista ghanés, se desempeñaba como defensa y su último equipo fue el Liberty Professionals de Ghana. Fue internacional con la selección de fútbol de Ghana. Pappoe fue parte del equipo de fútbol de Ghana 2004 en los olímpicos que salió en la primera ronda, terminó en tercer lugar en el grupo B. Su trabajo le valió una convocatoria para la selección absoluta, lo que hace su debut ante Sierra Leona el 19 de octubre de 2002 

## Clubes
| Club                     | País   | Año         |
| ------------------------ | ------ | ----------- |
| Liberty Professionals    | Ghana  | 2001 - 2003 |
| FC Ashdod                | Israel | 2003 - 2005 |
| Hapoel Kfar Saba         | Israel | 2005 - 2007 |
| AEK Larnaca              | Chipre | 2007 - 2009 |
| Hapoel Haifa FC          | Israel | 2009        |
| Beitar Shimshon Tel Aviv | Israel | 2010        |
| Liberty Professionals    | Ghana  | 2010 - 2013 |

- Datos: Q525514